# Polen op het wereldkampioenschap voetbal 2018
Polen is een van de deelnemende landen aan het Wereldkampioenschap voetbal 2018 in Rusland. Het is de achtste deelname voor het land. Polen eindigde laatste in de groepsfase en werd zodoende uitgeschakeld.

## Kwalificatie

### Kwalificatieduels
|                        |                         |       |                                     |                                                                                        |
| 4 september 2016 18:00 | Kazachstan              | 2 − 2 | Polen                               | Astana Arena, Astana Toeschouwers: 19.905 Scheidsrechter: Serdar Gözübüyük (Nederland) |
| 4 september 2016 18:00 | Chizjnitsjenko 52', 59' |       | 10' Kapustka 36' (pen.) Lewandowski | Astana Arena, Astana Toeschouwers: 19.905 Scheidsrechter: Serdar Gözübüyük (Nederland) |

|                      |                                  |       |                                |                                                                                           |
| 8 oktober 2016 20:45 | Polen                            | 3 − 2 | Denemarken                     | Nationaal Stadion, Warschau Toeschouwers: 56.811 Scheidsrechter: Gianluca Rocchi (Italië) |
| 8 oktober 2016 20:45 | Lewandowski 20', 36' (pen.), 47' |       | 49' (e.d.) Glik 69' Y. Poulsen | Nationaal Stadion, Warschau Toeschouwers: 56.811 Scheidsrechter: Gianluca Rocchi (Italië) |

|                       |                                     |       |              |                                                                                            |
| 11 oktober 2016 20:45 | Polen                               | 2 − 1 | Armenië      | Nationaal Stadion, Warschau Toeschouwers: 44.786 Scheidsrechter: Ivan Kružliak (Slowakije) |
| 11 oktober 2016 20:45 | Mkoyan 49' (e.d.) Lewandowski 90+6' |       | 51' Pizzelli | Nationaal Stadion, Warschau Toeschouwers: 44.786 Scheidsrechter: Ivan Kružliak (Slowakije) |

|                        |          |                                            |       |                                                                                          |
| 11 november 2016 20:45 | Roemenië | 0 − 3                                      | Polen | Arena Națională, Boekarest Toeschouwers: 48.531 Scheidsrechter: Damir Skomina (Slovenië) |
| 11 november 2016 20:45 |          | 11' Grosicki 83', 90+1' (pen.) Lewandowski |       | Arena Națională, Boekarest Toeschouwers: 48.531 Scheidsrechter: Damir Skomina (Slovenië) |

|                     |            |       |                              |                                                                                              |
| 26 maart 2017 20:45 | Montenegro | 1 − 2 | Polen                        | Pod Goricomstadion, Podgorica Toeschouwers: 10.439 Scheidsrechter: Viktor Kassai (Hongarije) |
| 26 maart 2017 20:45 | Mugoša 63' |       | 41' Lewandowski 82' Piszczek | Pod Goricomstadion, Podgorica Toeschouwers: 10.439 Scheidsrechter: Viktor Kassai (Hongarije) |

|                    |                                         |       |            |                                                                                           |
| 10 juni 2017 20:45 | Polen                                   | 3 − 1 | Roemenië   | Nationaal Stadion, Warschau Toeschouwers: 57.128 Scheidsrechter: Ruddy Buquet (Frankrijk) |
| 10 juni 2017 20:45 | Lewandowski 29' (pen.), 57', 62' (pen.) |       | 77' Stancu | Nationaal Stadion, Warschau Toeschouwers: 57.128 Scheidsrechter: Ruddy Buquet (Frankrijk) |

|                        |                                                     |       |       |                                                                                |
| 1 september 2017 20:45 | Denemarken                                          | 4 − 0 | Polen | Parken, Kopenhagen Toeschouwers: 34.505 Scheidsrechter: Milorad Mažić (Servië) |
| 1 september 2017 20:45 | Delaney 15' Cornelius 42' Jørgensen 59' Eriksen 80' |       |       | Parken, Kopenhagen Toeschouwers: 34.505 Scheidsrechter: Milorad Mažić (Servië) |

|                        |                                           |       |            |                                                                                             |
| 4 september 2017 20:45 | Polen                                     | 3 − 0 | Kazachstan | Nationaal Stadion, Warschau Toeschouwers: 56.963 Scheidsrechter: Andris Treimanis (Letland) |
| 4 september 2017 20:45 | Milik 12' Glik 75' Lewandowski 87' (pen.) |       |            | Nationaal Stadion, Warschau Toeschouwers: 56.963 Scheidsrechter: Andris Treimanis (Letland) |

|                      |                   |       |                                                                     | |
| 5 oktober 2017 18:00 | Armenië           | 1 − 6 | Polen                                                               | Vazgen Sargsyan Republicanstadion, Jerevan Toeschouwers: 5.478 Scheidsrechter: Matej Jug (Slovenië) |
| 5 oktober 2017 18:00 | Hambardzumyan 39' |       | 2' Grosicki 18', 25', 64' Lewandowski 58' Błaszczykowski 89' Wolski | Vazgen Sargsyan Republicanstadion, Jerevan Toeschouwers: 5.478 Scheidsrechter: Matej Jug (Slovenië) |

|                      |                                                                |       |                          |                                                                                          |
| 8 oktober 2017 18:00 | Polen                                                          | 4 − 2 | Montenegro               | Nationaal Stadion, Warschau Toeschouwers: 57.538 Scheidsrechter: Daniele Orsato (Italië) |
| 8 oktober 2017 18:00 | Mączyński 7' Grosicki 17' Lewandowski 86' Stojković 88' (e.d.) |       | 79' Mugoša 84' Tomašević | Nationaal Stadion, Warschau Toeschouwers: 57.538 Scheidsrechter: Daniele Orsato (Italië) |

### Eindstand groep E
| Pos. | Land       | GW | W | G | V | DV | DT | DS  | Ptn |
| ---- | ---------- | -- | - | - | - | -- | -- | --- | --- |
| 1    | Polen      | 10 | 8 | 1 | 1 | 28 | 14 | +14 | 25  |
| 2    | Denemarken | 10 | 6 | 2 | 2 | 20 | 8  | +12 | 20  |
| 3    | Montenegro | 10 | 5 | 1 | 4 | 20 | 12 | +8  | 16  |
| 4    | Roemenië   | 10 | 3 | 4 | 3 | 12 | 10 | +2  | 13  |
| 5    | Armenië    | 10 | 2 | 1 | 7 | 10 | 26 | –16 | 7   |
| 6    | Kazachstan | 10 | 0 | 3 | 7 | 6  | 26 | –20 | 3   |

## WK-voorbereiding

### Wedstrijden
|                                                   |       |       |         |                                                                                         |
| 10 november 2017 «onderlinge duels» 20:45 (UTC+1) | Polen | 0 – 0 | Uruguay | Nationaal Stadion, Warschau Toeschouwers: 56.147 Scheidsrechter: István Vad (Hongarije) |
| 10 november 2017 «onderlinge duels» 20:45 (UTC+1) |       |       |         | Nationaal Stadion, Warschau Toeschouwers: 56.147 Scheidsrechter: István Vad (Hongarije) |

|                                                   |       |             |        |                                                                                           |
| 13 november 2017 «onderlinge duels» 20:45 (UTC+1) | Polen | 0 – 1       | Mexico | PGE Arena Gdańsk, Gdańsk Toeschouwers: 32.736 Scheidsrechter: Oliver Drachta (Oostenrijk) |
| 13 november 2017 «onderlinge duels» 20:45 (UTC+1) |       | 13' Jiménez |        | PGE Arena Gdańsk, Gdańsk Toeschouwers: 32.736 Scheidsrechter: Oliver Drachta (Oostenrijk) |

|                                                |       |                  |         |                                                                                         |
| 23 maart 2018 «onderlinge duels» 20:45 (UTC+1) | Polen | 0 – 1            | Nigeria | Stadion Miejski, Wrocław Toeschouwers: 41.208 Scheidsrechter: Michael Oliver (Engeland) |
| 23 maart 2018 «onderlinge duels» 20:45 (UTC+1) |       | 61' (pen.) Moses |         | Stadion Miejski, Wrocław Toeschouwers: 41.208 Scheidsrechter: Michael Oliver (Engeland) |

|                                                |                                              |       |                         |                                                                |
| 27 maart 2018 «onderlinge duels» 20:45 (UTC+2) | Polen                                        | 3 – 2 | Zuid-Korea              | Śląskistadion, Chorzów Scheidsrechter: Tore Hansen (Noorwegen) |
| 27 maart 2018 «onderlinge duels» 20:45 (UTC+2) | Lewandowski 32' Grosicki 45' Zieliński 90+2' |       | 85' Lee C.-M. 87' Hwang | Śląskistadion, Chorzów Scheidsrechter: Tore Hansen (Noorwegen) |

|                                              |                               |       |                         |                                                                  |
| 8 juni 2018 «onderlinge duels» 20:45 (UTC+2) | Polen                         | 2 – 2 | Chili                   | Stadion Miejski, Poznań Scheidsrechter: Paolo Mazzoleni (Italië) |
| 8 juni 2018 «onderlinge duels» 20:45 (UTC+2) | Lewandowski 30' Zieliński 34' |       | 38' Valdés 56' Albornoz | Stadion Miejski, Poznań Scheidsrechter: Paolo Mazzoleni (Italië) |

|                                               |                                                             |       |          |                                                                    |
| 12 juni 2018 «onderlinge duels» 18:00 (UTC+2) | Polen                                                       | 4 – 0 | Litouwen | Nationaal Stadion, Warschau Scheidsrechter: Kevin Blom (Nederland) |
| 12 juni 2018 «onderlinge duels» 18:00 (UTC+2) | Lewandowski 19', 32' Kownacki 71' Błaszczykowski 82' (pen.) |       |          | Nationaal Stadion, Warschau Scheidsrechter: Kevin Blom (Nederland) |

## Het wereldkampioenschap
Op 1 december 2017 werd er geloot voor de groepsfase van het Wereldkampioenschap voetbal 2018. Polen werd samen met Senegal, Colombia en Japan ondergebracht in groep H, en kreeg daardoor Moskou, Kazan en Wolgograd als speelsteden.

### Wedstrijden
| Nr. | Land     | GW | W | G | V | DV | DT | DS | Ptn |
| --- | -------- | -- | - | - | - | -- | -- | -- | --- |
| 1   | Colombia | 3  | 2 | 1 | 0 | 5  | 2  | +3 | 6   |
| 2   | Japan    | 3  | 1 | 1 | 1 | 4  | 4  | 0  | 4   |
| 3   | Senegal  | 3  | 1 | 1 | 1 | 4  | 4  | 0  | 4   |
| 4   | Polen    | 3  | 1 | 0 | 2 | 2  | 5  | −3 | 3   |

#### Groepsfase
|                                               |                |       |                             |                                                                               |
| 19 juni 2018 «onderlinge duels» 18:00 (UTC+3) | Polen          | 1 – 2 | Senegal                     | Otkrytieje Arena, Moskou Toeschouwers: 44.190 Scheidsrechter: Nawaf Shukralla |
| 19 juni 2018 «onderlinge duels» 18:00 (UTC+3) | Krychowiak 86' |       | 36' (e.d.) Cionek 60' Niang | Otkrytieje Arena, Moskou Toeschouwers: 44.190 Scheidsrechter: Nawaf Shukralla |

|                                               |       |                                  |          |                                                                            |
| 24 juni 2018 «onderlinge duels» 21:00 (UTC+3) | Polen | 0 – 3                            | Colombia | Kazan Arena, Kazan Toeschouwers: 42.873 Scheidsrechter: César Arturo Ramos |
| 24 juni 2018 «onderlinge duels» 21:00 (UTC+3) |       | 40' Mina 69' Falcao 75' Cuadrado |          | Kazan Arena, Kazan Toeschouwers: 42.873 Scheidsrechter: César Arturo Ramos |

|                                               |       |              |       |                                                                               |
| 28 juni 2018 «onderlinge duels» 17:00 (UTC+3) | Japan | 0 – 1        | Polen | Volgograd Arena, Wolgograd Toeschouwers: 42.189 Scheidsrechter: Janny Sikazwe |
| 28 juni 2018 «onderlinge duels» 17:00 (UTC+3) |       | 59' Bednarek |       | Volgograd Arena, Wolgograd Toeschouwers: 42.189 Scheidsrechter: Janny Sikazwe |

Poolse voetbalbond · A-internationals · Selecties · Statistieken · Pools vrouwenelftal · Olympisch elftal · Polen U21 · Polen U20 · Polen U19 · Polen U18 · Polen U17 · Polen U16
1921 – 1929 ·
1930 – 1939 ·
1940 – 1949 ·
1950 – 1959 ·
1960 – 1969 ·
1970 – 1979 ·
1980 – 1989 ·
1990 – 1999 ·
2000 – 2009 ·
2010 – 2019 ·
2020 – 2029
EK 2008 · 
EK 2012 · 
EK 2016 · 
EK 2020
WK 1938 ·
WK 1974 ·
WK 1978 ·
WK 1982 ·
WK 1986 ·
WK 2002 ·
WK 2006 ·
WK 2018
OS 1924 ·
OS 1936 ·
OS 1972 ·
OS 1976 ·
OS 1992
1921 · 
1922 · 
1923 · 
1924 · 
1925 · 
1926 · 
1927 · 
1928 · 
1929 · 
1930 · 
1931 · 
1932 · 
1933 · 
1934 · 
1935 · 
1936 · 
1937 · 
1938 · 
1939 · 
1940–1946 · 
1947 · 
1948 · 
1949 · 
1950 · 
1951 · 
1952 · 
1953 · 
1954 · 
1955 · 
1956 · 
1957 · 
1958 · 
1959 · 
1960 · 
1961 · 
1962 · 
1963 · 
1964 · 
1965 · 
1966 · 
1967 · 
1968 · 
1969 · 
1970 · 
1971 · 
1972 · 
1973 · 
1974 · 
1975 · 
1976 · 
1977 · 
1978 · 
1979 · 
1980 · 
1981 · 
1982 · 
1983 · 
1984 · 
1985 · 
1986 · 
1987 · 
1988 · 
1989 · 
1990 · 
1991 · 
1992 · 
1993 · 
1994 · 
1995 · 
1996 · 
1997 · 
1998 · 
1999 · 
2000 · 
2001 · 
2002 · 
2003 · 
2004 · 
2005 · 
2006 · 
2007 · 
2008 · 
2009 · 
2010 · 
2011 · 
2012 · 
2013 · 
2014 ·
2015 ·
2016 ·
2017 ·
2018 ·
2019 ·
2020 ·
2021
Albanië ·
Algerije ·
Andorra ·
Argentinië ·
Armenië ·
Australië ·
Azerbeidzjan ·
België ·
Bolivia ·
Bosnië en Herzegovina ·
Brazilië ·
Bulgarije ·
Canada ·
Chili ·
China ·
Colombia ·
Costa Rica ·
Cyprus ·
DDR ·
Denemarken ·
Duitsland ·
Ecuador ·
Egypte ·
Engeland ·
Estland ·
Faeröer · 
Finland ·
Frankrijk ·
Georgië ·
Gibraltar ·
Griekenland ·
Guatemala ·
Haïti ·
Hongarije ·
Ierland ·
India ·
Irak ·
Iran ·
Israël ·
Italië ·
Ivoorkust ·
IJsland ·
Japan ·
Joegoslavië ·
Kameroen ·
Kazachstan ·
Koeweit ·
Kroatië ·
Letland ·
Libië ·
Liechtenstein ·
Litouwen ·
Luxemburg ·
Marokko ·
Malta ·
Mexico ·
Moldavië ·
Montenegro ·
Nederland ·
Nieuw-Zeeland ·
Nigeria ·
Noord-Ierland ·
Noord-Korea ·
Noord-Macedonië ·
Noorwegen ·
Oekraïne ·
Oostenrijk ·
Peru ·
Portugal ·
Roemenië ·
Rusland ·
San Marino ·
Saoedi-Arabië · 
Schotland ·
Senegal ·
Servië ·
Servië en Montenegro · 
Singapore ·
Slovenië ·
Slowakije ·
Sovjet-Unie ·
Spanje ·
Thailand · 
Tsjechië ·
Tsjecho-Slowakije ·
Tunesië ·
Turkije ·
Uruguay ·
Verenigde Arabische Emiraten ·
Verenigde Staten ·
Wales ·
Wit-Rusland ·
Zuid-Afrika ·
Zuid-Korea ·
Zweden ·
Zwitserland
België (1982) ·
Colombia (2018) ·
Costa Rica (2006) ·
Duitsland (2006) ·
Duitsland (2008) ·
Duitsland (2016) ·
Ecuador (2006) ·
Frankrijk (1982) ·
Frankrijk (2022) ·
Griekenland (2012) ·
Italië (1982, 1) ·
Italië (1982, 2) ·
Japan (2018) ·
Kameroen (1982) ·
Kroatië (2008) ·
Noord-Ierland (2016) ·
Oostenrijk (2008) ·
Peru (1982) ·
Rusland (2012) ·
Senegal (2018) ·
Slowakije (2021) ·
Sovjet-Unie (1982) ·
Spanje (2021) ·
Tsjechië (2012) ·
Zweden (2021)